# Kølnæbbet tukan
Kølnæbbet tukan (Ramphastos sulfuratus), også kendt som regnbuenæbbet tukan, er en farverig latinamerikansk medlem af tukanfamilien. Det er den nationale fugl i Belize.

## Beskrivelse
Hvis man tæller næbbet med, spænder tukanens 42 til 55 cm i længde. Deres store og farverige næb er mellem 12 og 15 cm langt, ca. en tredjedel af deres længde. De vejer typisk mellem 380 til 500 gram. Selvom næbbet ser stort og tungt ud, så er det faktisk hult og bygget af keratin, som er et meget let og hårdt protein. 

## Udbredelse
Kølnæbbet tukaner findes fra det sydlige Mexico til det nordlige Sydamerika (Colombia og Venezuela). De lever i områder med tæt regnskov, men kan af og til findes i åbne tørre områder

## Ekstern henvisning
- tukaner i Den Store Danske på Lex.dk